# Nová Ves (Turnov)
Nová Ves je zaniklá obec v katastrálním území Mašov u Turnova a evidenční části města Turnov, jihovýchodně od Turnova u hlavní silnice na Jičín. Z původní obce se zachovaly tři nemovitosti po levé straně silnice ve směru na Jičín. Ves zanikla po postupném přesunu obyvatelstva do vesnic pod Kozákovem v období po třicetileté válce. V úrodném údolí říčky Libuňky pak založili majitelé panství Valdštejnové hospodářské dvory Hořensko, Kyselovsko a Valdštejnsko.

## Historie
V souvislosti s výstavbou průmyslového areálu provedlo v roce 2015 Muzeum Českého ráje v Turnově v této lokalitě záchranný archeologický výzkum. V mladší době kamenné se v údolí řeky Libuňky rozprostíralo mělké Pelešanské jezero. Nejstarší stavby datují archeologové na přelom 6. a 5. tisíciletí před naším letopočtem, kdy břehy kolem přirozeného rezervoáru vody a vodních živočichů osídlili lidé. Další stavby se podařilo datovat do starší doby železné (800-500 před naším letopočtem), mladší doby železné (200-100 před naším letopočtem) a doby římské (2.-3. století našeho letopočtu). 
Nejnovější sídlištní nálezy pochází z období mezi druhou polovinou 13. století do poloviny 17. století, kdy se v tomto území rozprostírala vesnice Nová Ves. Ta je poprvé písemně připomínána v roce 1322. Šlo o jednostranně situovanou řadu domů podél ulice. Za jednotlivými domy byla dlouhá úzká pole směrem ke Kozákovu. Délka vesnice je odhadována na 2,5 km. Obyvatelé hospodařili na cca 270 hektarech úrodné půdy. 
Hospodářský úspěch způsobil zánik obce. Jednotlivé pozemky začaly v průběhu 2. poloviny 17. století a na počátku 18. století vykupovat i násilně vysídlovat majitelé panství – Valdštejnové.

## Vodní zdroje
Jihozápadně od Nové Vsi byly v údolí Libuňky rozprostřeny tři rybníky. Pod dvorem Valdštejnsko byl kruhový rybník, který sloužil jako zdroj vody pro hospodářský dvůr a vznikl až po zániku vesnice. Od Valdštejnska až po Hořensko se táhnul další rybník, který byl oddělený hrází od třetího rybníka. Po koruně této hráze dnes vede silnice ze Sedmihorek do lázní Sedmihorky. Tyto dva rybníky sloužily jako zdroj vody pro Novou Ves a na technologické účely.

## Obživa obyvatelstva
Nejstarší doklad lidské činnosti pochází z mladší doby kamenné. Archeologové našli v Nové Vsi zatím nejvýchodněji situovanou dílnu na výrobu kamenných nástrojů (obj. č. 143/2015). Lidé zde opracovávali pazourek i místní suroviny – metabazit typu Jizerské hory.
Podobné dílny byly nalezeny také v Ohrazenicích u Turnova, Příšovicích či Turnově-Nudvojovicích. Šlo o kruhové objekty o průměru 4 metry, zastřešené na jedné straně lehkým přístřeškem. V Nové Vsi byla nalezena netypicky oválná dílna s totožnou plochou 16 metrů čtverečných. Byla situována ke komunikaci vedoucí z Pojizeří na Jičínsko. Vedle dílny byly nalezeny další zahloubené objekty, například koželužná jáma.
Ve středověku se v Nové Vsi kromě zemědělství (lidé zde nejvíce pěstovali pšenici, ječmen a čočku) lidé věnovali také výrobě nástrojů ze železa v kovárnách. Voda z rybníků poháněla mlýny a hamry na rudu (tavba železa z místního železivce v pískovcích). Železářskou strusku nalezli archeologové v zahloubených objektech (vápencové pece na tavbu rudy) při záchranném průzkumu v roce 2015.